# Jennifer Heylen
Jennifer Heylen (* 1. Oktober 1991 in Ixelles, Belgien) ist eine belgische Schauspielerin. Sie ist die Tochter ruandischer Eltern, wurde in Belgien geboren und wuchs im dortigen Löwen auf, zog 2016 nach Antwerpen.

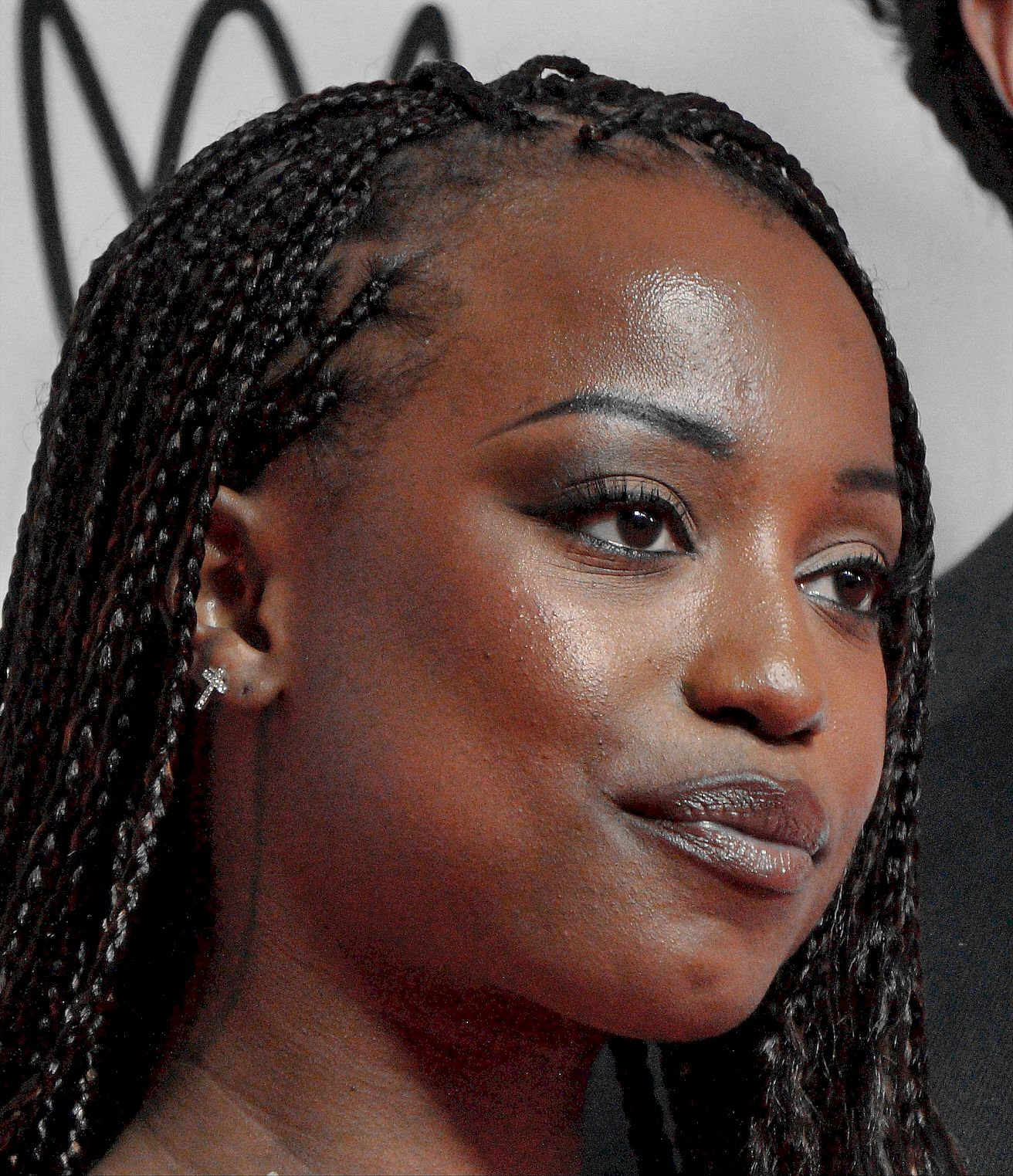
Jennifer Heylen beim Film-Fest in Gent 2023

## Leben
In Belgien ist Jennifer Heylen in der Öffentlichkeit vor allem als Jurymitglied der beliebten Quizshow „De Slimste Mens Ter Wereld“ (Der klügste Mensch der Welt) bekannt. Ihre Karriere als Schauspielerin begann, wie Heylen in einem Interview selbst sagte, eher zufällig, nachdem sie ein Freund bat, bei seinem Studien-Abschlussprojekt mitzuspielen und sie Gefallen daran fand. 

## Filmografie (Auswahl)

### Filme
- Zillion (2022) als Nathalie[4]
- Klette (2022) als Morgane[5], ein Kurzfilm der bei vier Kurzfilm-Festivals ausgezeichnet wurde, unter anderem beim Aspen Shortsfest 2023. Hier erhielt auch Heylen eine Auszeichnung für Ihre schauspielerische Leistung[6]

### Serien
- Instafamous (2020) als Billie[7]
- Glad IJs (2021) als Kitty[8]
- Mijn slechtste beste vriendin (2021–2022) als Birgit Moens[9]
- Capitani (2022) als Grace Onu[10]
- Onder Vuur (2022) als Amber 'Skippy' Demey
- Northern Lights (2023) als Denise[11]